# Gruppo cosmonauti MAP
Il Gruppo cosmonauti MAP (Ministero dell'industria aeronautica URSS) è stato selezionato il 30 luglio 1980 ed era formato da un solo cosmonauta, il pilota collaudatore Svetlana Savickaja. L'addestramento di base ha avuto luogo tra luglio 1980 e febbraio 1982. Durante la sua carriera Savickaja ha partecipato a due missioni di breve durata sulla Saljut 7.
- Svetlana Savickaja[1]

Sojuz T-7/Sojuz T-5
Sojuz T-12